# Carlia rubigo
Carlia rubigo (райдужний сцинк оранжевобокий) — вид сцинкоподібних ящірок родини сцинкових (Scincidae). Ендемік Австралії.

## Поширення і екологія
Оранжевобокі райдужні сцинки мешкають на північному сході Квінсленду, переважно у внутрішніх районах штату. Вони живуть в сухих рідколіссях, серед опалого листя, в саванах, на сухих луках і серед скель.